# Timbers de Portland (MLS)
Pour les articles homonymes, voir Timbers de Portland.
Maillots
Actualités
Dernière mise à jour : 25 août 2023.
Les Timbers de Portland (en anglais : Portland Timbers), sont un club professionnel de football (soccer) situé à Portland, aux États-Unis, dans l'État de l'Oregon. Ils jouent actuellement dans la Major League Soccer. La franchise des Portland Timbers appartient au groupe Peregrine Sports.
Par ailleurs, la franchise a mis en place un programme de formation des jeunes joueurs de soccer au sein de son club (académie), avec une équipe réserve en USL Championship ainsi qu'une équipe de jeunes qui participe à la Premier Development League.
Les couleurs officielles de la franchise sont le vert, le blanc et le rouge.

## Histoire

### Une décennie en USL

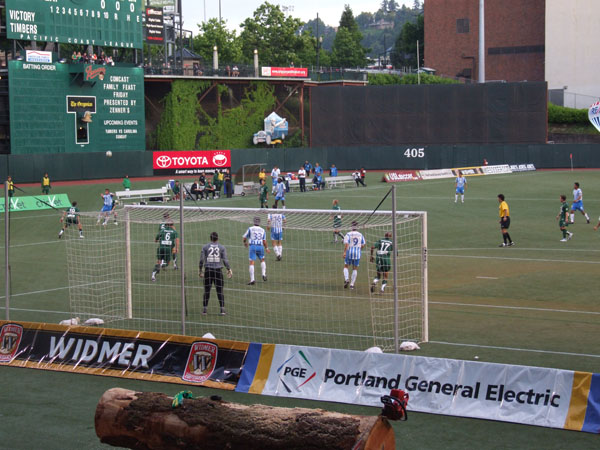
Portland Timbers

Après deux saisons où l'équipe rejoint les séries éliminatoires de fin d'année, 2003 est plus difficile et les résultats irréguliers empêchent de retrouver la phase finale à l'automne. Malgré tout, durant ces trois premières années, les Timbers s'inscrivent comme une formation incontournable de la A-League en attirant en moyenne plus de 5 000 partisans au stade.
En 2004, les Timbers terminent en tête dans la conférence Ouest avec un bilan de dix-huit victoires, sept défaites et trois verdicts nuls pour un total de 57 points avant de trouver l'élimination dans les séries en s'inclinant devant leur rival de longue date, les Sounders de Seattle. La saison suivante est similaire avec une défaite en séries éliminatoires contre le même adversaire après une cinquième position en saison régulière. Pourtant, cette saison est marquée par quelques résultats mémorables comme la victoire 6-1 contre les Silverbacks d'Atlanta le 8 septembre 2005 ou encore la victoire à Montréal contre l'Impact de Montréal, alors invaincu sur son terrain.
La saison 2006 est plus décevante pour les Timbers puisqu'ils terminent en dernière position du classement avec le Thunder du Minnesota, établissant son pire bilan avec sept victoires, six nuls et quinze défaites en plus de ne pas faire jeu égal contre son rival de Seattle. Mais l'équipe se reprend en 2007 en obtenant une seconde place, juste derrière les Seattle Sounders. L'année 2008 est de nouveau difficile malgré les grandes affluences aux parties de saison régulière car la franchise finit en bas de tableau.
En 2009, Portland enregistre une saison record en demeurant invaincu vingt-quatre rencontres d'affilée de USL-1, débutant cette série après une défaite 1-0 contre Vancouver à l'occasion de la première partie de la saison et achevant cet exploit le 3 septembre contre les Rhinos de Rochester au PGE Park. Les Timbers terminent donc logiquement en tête dans la ligue, remportant ainsi le titre de champion de la saison régulière (The Commissioner's Cup). Malheureusement, le parcours en séries est interrompu contre les rivaux de la Cascadia, les Whitecaps de Vancouver. La saison suivante, en 2010 est transitoire alors que l'entrée en Major League Soccer est prévue pour le début de la saison 2011.

### Le processus d'entrée en MLS
L'annonce de l'entrée des Timbers dans la Major League Soccer est le terme d'un long processus de deux années pour Merritt Paulson, président de la franchise. En effet, la procédure d'admission débute en mai 2007 quand Paulson mène un groupe qui a acquis les Beavers de Portland et la franchise des Timbers qui évoluait en USL. Ce groupe inclut alors l'ancien Secrétaire du Trésor des États-Unis (2006-2009), Henry Paulson, le père de Meritt Paulson, qui possède 20 % des parts. Le principal enjeu pour la ville de Portland est situé au niveau de la configuration du stade, de la pelouse et du délai pour l'obtention d'un nouveau stade réservé à la franchise.
En octobre 2007, Paulson obtient une réponse favorable sur la faisabilité d'un agrandissement du PGE Park pour vingt millions de dollars et qu'un nouveau stade pour le baseball avec une capacité de 8 000 à 9 000 places coûterait trente millions de dollars. En novembre 2008, Paulson confie au New York Times que 85 millions de dollars de fonds publics seront investis pour construire une nouvelle arène pour le baseball et les Portland Beavers ainsi que rénover le PGE Park. En échange, il s'engage à mettre quarante millions de dollars dans la franchise pour lui permettre à Portland de disposer d'une franchise en MLS. La MLS soutenait, quant à elle, cette proposition et souhaitait continuer à augmenter le nombre de propriétaires de franchises dans la ligue. En effet, pendant plusieurs années, l'ensemble des franchises étaient détenues par trois hommes : Philip Anschutz, Lamar Hunt et Robert Kraft.

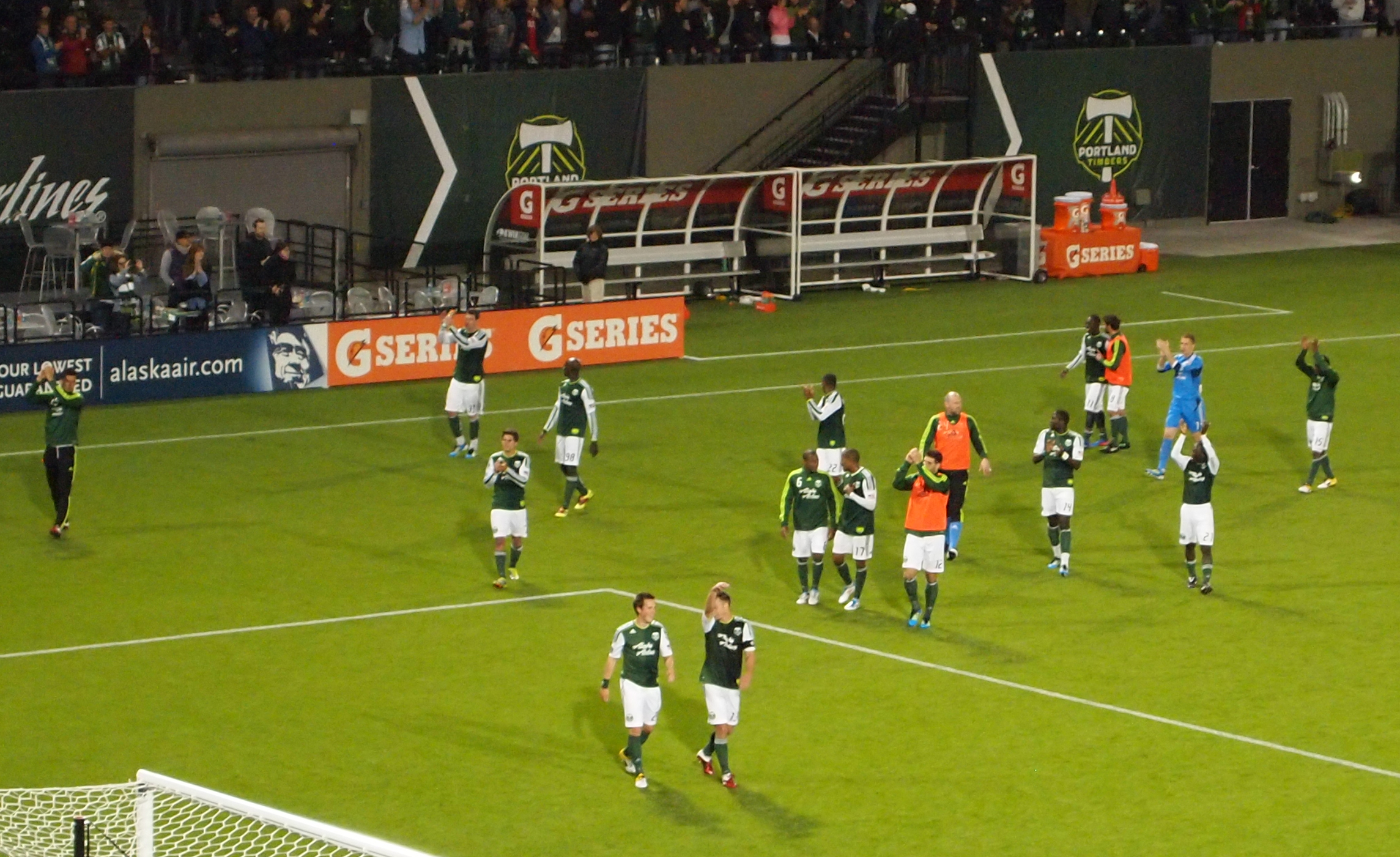
Les Timbers remerciant leurs partisans après une victoire à domicile

Le 20 mars 2009, Don Garber, commissaire de la ligue, annonce que les Timbers de Portland sont admis dans la MLS comme dix-neuvième équipe. L'annonce intervient entre le premier et le second tour du championnat NCAA de basket-ball 2009 qui se tient alors à Portland cette même semaine. Le nom de la franchise est alors le même que les précédentes équipes de soccer de Portland. Le propriétaire de la franchise est Peregrine Sports, LLC, un groupe mené par Merritt Paulson qui a aussi été à la tête de Shortstop, LCC qui était propriétaire de l'équipe d'USL tout comme l'équipe de Pacific Coast League des Beavers de Portland.
L'ancien attaquant de MLS et entraîneur adjoint John Spencer est nommé entraîneur-chef l'équipe le 10 août 2010. Il est également annoncé que Gavin Wilkinson, entraîneur-chef des Timbers en USL, devient directeur technique.

### La MLS depuis 2011
Les Timbers obtiennent la signature de cinq joueurs avant le repêchage d'expansion 2010 du 24 novembre 2010. Trois d'entre eux étaient déjà dans la franchise comme Steve Cronin, Bright Dike et Ryan Pore, un autre provenait des Aztex d'Austin (l'attaquant anglais Eddie Johnson) alors que le dernier était acquis par échange avec les Red Bulls de New York (le milieu Jeremy Hall). Le 24 novembre 2010, les Timbers, avec leurs voisins des Whitecaps de Vancouver qui intègrent eux aussi la MLS en 2011, participent à la draft d'expansion où chacune des deux équipes sélectionne dix joueurs parmi les franchises déjà présentes en MLS. Après la draft d'expansion, les Timbers annoncent échanger leur premier choix (le milieu Dax McCarty du FC Dallas) avec le défenseur de D.C. United Rodney Wallace. Les Timbers et les Whitecaps participent également à la MLS SuperDraft de 2011 le 13 janvier 2011 où les Whitecaps obtiennent le premier choix, suivi des Timbers. Alors que les Whitecaps surprennent des observateurs avec le recrutement du jeune Omar Salgado, la franchise de Portland enrôle Darlington Nagbe, joueur de l'Université d'Akron.
Les Timbers de Portland participent à leur première rencontre en Major League Soccer le 19 mars 2011 contre les champions MLS en titre, les Rapids du Colorado, contre qui ils s'inclinent par 3 buts à 1. Kenny Cooper est l'auteur du premier but de l'histoire de la franchise. À la suite d'une défaite à domicile 3-0 face au Real Salt Lake, John Spencer est limogé le 9 juillet 2012,.
Les Timbers atteignent la finale de MLS en 2015 et gagnent en finale face au Crew de Columbus. Le club atteint par deux fois la finale de la coupe MLS lors de saisons suivantes, porté par son meilleur buteur Diego Valeri. En Janvier 2024, l'ancien joueur de Manchester United Phil Neville devient entraîneur des timbers. 

## Palmarès et résultats

### Palmarès
| Compétitions nationales | Compétitions internationales                                                                               | Trophées mineurs |
| - Coupe MLS (1) - Vainqueur : 2015. - Finaliste : 2018 et 2021. - Conférence Ouest de la MLS (2) - Vainqueur : 2015, 2018 et 2021. - USL First Division - Vainqueur de The Commissioner's Cup (saison régulière) en 2009. - A-League - Vainqueur de The Commissioner's Cup (saison régulière) en 2004. | - Ligue des champions de la CONCACAF - Trois participations. - Meilleur parcours : Quart de finale (2021). | - MLS Fair Play Award (1) - Vainqueur : 2011. - Cascadia Cup (4) - Vainqueur : 2009, 2010, 2012 et 2017. - Tournoi MLS is Back (1) - Vainqueur : 2020. |

### Bilan par saison
| Saison        | Niv. | Ligue    | Saison régulière | Saison régulière | Saison régulière | Saison régulière | Saison régulière | Saison régulière | Saison régulière | Position | Position | Séries éliminatoires      | US Open Cup        | Ligue des champions CONCACAF | Affl. moy. saison régulière | Affl. moy. séries éliminat. |
| Saison        | Niv. | Ligue    | M                | V                | N                | D                | BP               | BC               | Pts              | Conf.    | Ligue    | Séries éliminatoires      | US Open Cup        | Ligue des champions CONCACAF | Affl. moy. saison régulière | Affl. moy. séries éliminat. |
| ------------- | ---- | -------- | ---------------- | ---------------- | ---------------- | ---------------- | ---------------- | ---------------- | ---------------- | -------- | -------- | ------------------------- | ------------------ | ---------------------------- | --------------------------- | --------------------------- |
| 2001          | 2    | A-League | 26               | 10               | 2                | 14               | 29               | 37               | 45               | 4e/7     | 10e/21   | Quart de finale           | Non qualifié       | Non tenue                    | 7 169                       | 4 833                       |
| 2002          | 2    | A-League | 28               | 13               | 3                | 12               | 47               | 39               | 63               | 2e/5     | 8e/18    | Premier tour              | Non qualifié       | Non qualifié                 | 6 260                       | 4 071                       |
| 2003          | 2    | A-League | 28               | 15               | 2                | 11               | 39               | 33               | 47               | 3e/4     | 10e/19   | Non qualifié              | Non qualifié       | Non qualifié                 | 5 871                       | N/Q                         |
| 2004          | 2    | A-League | 28               | 18               | 3                | 7                | 58               | 30               | 57               | 1er/7    | 1er/16   | Demi-finale de conférence | Quatrième tour     | Non qualifié                 | 5 628                       | 4 863                       |
| 2005          | 2    | USL-1    | 28               | 10               | 9                | 9                | 40               | 42               | 39               | -        | 5e/12    | Quart de finale           | Quatrième tour     | Non qualifié                 | 6 028                       | 5 667                       |
| 2006          | 2    | USL-1    | 28               | 7                | 6                | 15               | 25               | 39               | 27               | -        | 11e/12   | Non qualifié              | Troisième tour     | Non qualifié                 | 5 575                       | N/Q                         |
| 2007          | 2    | USL-1    | 28               | 14               | 9                | 5                | 32               | 18               | 51               | -        | 2e/12    | Demi-finale               | Deuxième tour      | Non qualifié                 | 6 851                       | 10 156                      |
| 2008          | 2    | USL-1    | 30               | 7                | 10               | 13               | 26               | 33               | 31               | -        | 11e/11   | Non qualifié              | Premier tour       | Non qualifié                 | 8 567                       | N/Q                         |
| 2009          | 2    | USL-1    | 30               | 16               | 10               | 4                | 45               | 19               | 58               | -        | 1er/11   | Demi-finale               | Troisième tour     | Non qualifié                 | 9 734                       | 14 283                      |
| 2010          | 2    | USSF D2  | 30               | 13               | 10               | 7                | 34               | 23               | 49               | 3e/6     | 3e/12    | Quart de finale           | Troisième tour     | Non qualifié                 | 10 727                      | 4 884                       |
| Entrée en MLS |      |          |                  |                  |                  |                  |                  |                  |                  |          |          |                           |                    |                              |                             |                             |
| Saison        | Niv. | Ligue    | Saison régulière | Saison régulière | Saison régulière | Saison régulière | Saison régulière | Saison régulière | Saison régulière | Position | Position | Coupe MLS                 | US Open Cup        | Ligue des champions CONCACAF | Affl. moy. saison régulière | Affl. moy. séries éliminat. |
| Saison        | Niv. | Ligue    | M                | V                | N                | D                | BP               | BC               | Pts              | Conf.    | Ligue    | Coupe MLS                 | US Open Cup        | Ligue des champions CONCACAF | Affl. moy. saison régulière | Affl. moy. séries éliminat. |
| 2011          | 1    | MLS      | 34               | 11               | 9                | 14               | 40               | 48               | 42               | 6e/9     | 12e/18   | Non qualifié              | Tour préliminaire  | Non qualifié                 | 18 827                      | N/Q                         |
| 2012          | 1    | MLS      | 34               | 8                | 10               | 16               | 34               | 56               | 34               | 8e/9     | 17e/19   | Non qualifié              | Troisième tour     | Non qualifié                 | 20 438                      | N/Q                         |
| 2013          | 1    | MLS      | 34               | 14               | 15               | 5                | 54               | 33               | 57               | 1er/9    | 3e/19    | Finale de conférence      | Demi-finale        | Non qualifié                 | 20 674                      | 20 674                      |
| 2014          | 1    | MLS      | 34               | 12               | 13               | 9                | 61               | 52               | 49               | 6e/9     | 11e/19   | Non qualifié              | Quart de finale    | Phase de groupes             | 20 744                      | N/Q                         |
| 2015          | 1    | MLS      | 34               | 15               | 8                | 11               | 41               | 39               | 53               | 3e/10    | 5e/20    | Champion                  | Huitième de finale | Non qualifié                 | 21 144                      | 21 144                      |
| 2016          | 1    | MLS      | 34               | 12               | 8                | 14               | 48               | 53               | 44               | 7e/10    | 12e/20   | Non qualifié              | Huitième de finale | Phase de groupes             | 21 144                      | N/Q                         |
| 2017          | 1    | MLS      | 34               | 15               | 8                | 11               | 60               | 50               | 53               | 1er/11   | 6e/22    | Demi-finale de conférence | Quatrième tour     | Non qualifié                 | 21 144                      | 21 144                      |
| 2018          | 1    | MLS      | 34               | 15               | 9                | 10               | 54               | 48               | 54               | 5e/12    | 8e/23    | Finale                    | Quart de finale    | Non qualifié                 | 21 144                      | 21 144                      |
| 2019          | 1    | MLS      | 34               | 14               | 7                | 13               | 52               | 49               | 49               | 6e/12    | 11e/24   | Premier tour              | Demi-finale        | Non qualifié                 | 25 218                      | N/A                         |
| 2020          | 1    | MLS      | 23               | 11               | 6                | 6                | 46               | 35               | 39               | 3e/12    | 8e/26    | Premier tour              | Annulée            | Non qualifié                 | N/A                         | N/A                         |
| 2021          | 1    | MLS      | 34               | 17               | 4                | 13               | 56               | 52               | 55               | 4e/13    | 5e/27    | Finale                    | Non tenue          | Quart de finale              | 15 025                      | 24 323                      |
| 2022          | 1    | MLS      | 34               | 11               | 13               | 10               | 53               | 53               | 46               | 8e/14    | 15e/28   | Non qualifié              | Quatrième tour     | Non qualifié                 |                             | N/Q                         |

#### Meilleurs buteurs par saison
| Saison | Meilleurs buteurs  | Meilleurs buteurs |
| Saison | Joueurs            | Buts              |
| ------ | ------------------ | ----------------- |
| 2011   | Kenny Cooper       | 8                 |
| 2011   | Jack Jewsbury      | 8                 |
| 2012   | Kris Boyd          | 7                 |
| 2013   | Diego Valeri       | 13                |
| 2014   | Maximiliano Urruti | 13                |

| Saison | Meilleurs buteurs | Meilleurs buteurs |
| Saison | Joueurs           | Buts              |
| ------ | ----------------- | ----------------- |
| 2015   | Fanendo Adi       | 18                |
| 2016   | Fanendo Adi       | 18                |
| 2017   | Diego Valeri      | 21                |
| 2018   | Sebastián Blanco  | 14                |
| 2018   | Diego Valeri      | 14                |

| Saison | Meilleurs buteurs | Meilleurs buteurs |
| Saison | Joueurs           | Buts              |
| ------ | ----------------- | ----------------- |
| 2019   | Brian Fernández   | 15                |
| 2020   | Jeremy Ebobisse   | 9                 |
| 2020   | Diego Valeri      | 9                 |
| 2021   | Felipe Mora       | 15                |
| 2022   | Dairon Asprilla   | 10                |

## Identité du club

### Logos
Le logo actuel des Timbers de Portland en Major League Soccer incorpore les éléments de l'ancienne formation qui évoluait en USL. La référence principale est la forme circulaire du logo qui représente l'unité, l'intégrité et la recherche de la perfection. La hache fait allusion à l'industrie majeure du Nord-Ouest Pacifique qui est l'exploitation forestière. Trois flèches sont organisées de manière à ressembler à un Pin qui réfère à l'appartenance successive des Timbers à trois ligues différentes, la North American Soccer League (1968-1984), les United Soccer Leagues (2001-2009) et finalement la Major League Soccer.

Logo de 2001 à 2005[14]
Logo de 2005 à 2010[14]
Logo de 2011 à 2015[14]
Logo depuis 2016[14]

### Maillot
Les couleurs de l'équipe, le vert jaunâtre du ponderosa et le vert plus foncé de la mousse, représentent les forêts de l'État de l'Oregon.
En septembre 2010, il est annoncé que les maillots des Timbers de Portland seront sponsorisés par Alaska Airlines. Le 9 décembre, le maillot officiel est révélé à l'Aéroport international de Portland. Le maillot domicile est alors composé de deux formes de vert alors que celui pour les rencontres à l'extérieur est rouge, en l'honneur au surnom de la ville de Portland, la Cité des roses.

## Joueurs et personnalités du club

### Présidents
Le tableau suivant présente la liste des présidents du club depuis 2001.
| Rang | Nom                  | Période     |
| ---- | -------------------- | ----------- |
| 1    | Marshall Glickman    | 2001        |
| 2    | Mark Schuster        | 2002–2003   |
| 3    | Tom Lasley (intérim) | 2004        |
| 4    | John Cunningham      | 2005–2006   |
| 5    | Merritt Paulson      | depuis 2007 |

### Entraîneurs
Le tableau suivant présente la liste des entraîneurs du club depuis 2001.
| Rang | Entraîneur                | Nationalité      | Début             | Fin               | Ligue          | Matchs | Victoires | Nuls | Défaites | % victoires | Palmarès            |
| ---- | ------------------------- | ---------------- | ----------------- | ----------------- | -------------- | ------ | --------- | ---- | -------- | ----------- | ------------------- |
| 1    | Bobby Howe                | Angleterre       | 12 juillet 2000   | 11 octobre 2005   | A-League USL-1 | 151    | 73        | 20   | 58       | 48.34%      |                     |
| 2    | Chris Agnello             | États-Unis       | 20 décembre 2005  | 26 septembre 2006 | USL-1          | 29     | 7         | 6    | 16       | 24.14%      |                     |
| 3    | Gavin Wilkinson           | Nouvelle-Zélande | 26 septembre 2006 | 11 octobre 2010   | USL-1 USSF D2  | 135    | 57        | 43   | 35       | 42.22%      |                     |
| 4    | John Spencer              | Écosse           | 11 octobre 2010   | 9 juillet 2012    | MLS            | 54     | 17        | 13   | 24       | 31.48%      |                     |
| 5    | Gavin Wilkinson (intérim) | Nouvelle-Zélande | 9 juillet 2012    | 28 octobre 2012   | MLS            | 17     | 3         | 6    | 8        | 17.65%      |                     |
| 6    | Caleb Porter              | États-Unis       | 8 janvier 2013    | 17 novembre 2017  | MLS            | 202    | 85        | 57   | 60       | 42.08%      | 1x Coupe MLS (2015) |
| 7    | Giovanni Savarese         | Venezuela        | 18 décembre 2017  | 21 août 2023      | MLS            | 216    | 91        | 53   | 72       | 42.13%      |                     |
| 8    | Miles Joseph (intérim)    | États-Unis       | 21 août 2023      | 7 novembre 2023   | MLS            | 0      | 0         | 0    | 0        | %           |                     |
| 8    | Phil Neville              | Angleterre       | 7 novembre 2023   | En poste          | MLS            | 0      | 0         | 0    | 0        | %           |                     |

### Effectif actuel (2025)

#### Joueurs prêtés
Le tableau suivant liste les joueurs en prêt pour la saison 2023.
| Joueurs prêtés                                                                     |    |      |     |                   |           |              |  |
| \| N° \| P. \| Nat. \| Nom \| Date de naissance \| Sélection \| Club en prêt \| \| |    |      |     |                   |           |              |  |
| N°                                                                                 | P. | Nat. | Nom | Date de naissance | Sélection | Club en prêt |  |

| N° | P. | Nat. | Nom | Date de naissance | Sélection | Club en prêt |  |

## Soutiens et image

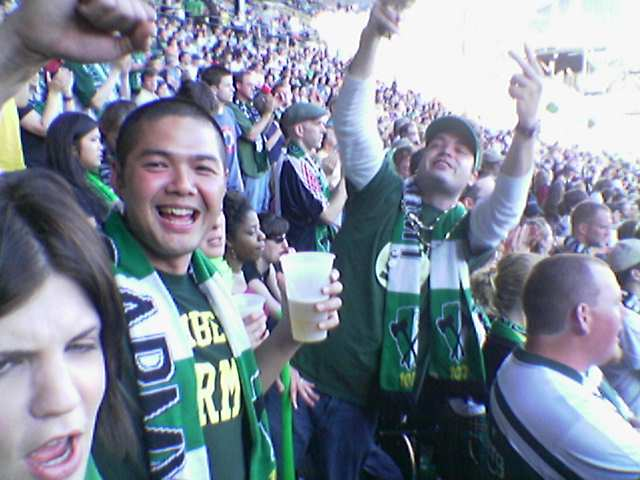
Supporters des Portland Timbers

### Partisans
Le principal groupe de partisans des Portland Timbers est la Timbers Army. Ses membres sont connus pour leur enthousiasme, l'ambiance dans leur soutien à l'équipe ainsi que l'atmosphère bruyante durant les rencontres des Timbers,. La Timbers Army a été fondé en 2001 en tant que Cascade Rangers, une référence à la Chaîne des Cascades, la région montagneuse du Nord-Ouest Pacifique. Le groupe commence par se rassembler dans la section 107 (The Woodshed) du PGE Park (The Piggy) pour créer un rassemblement de supporters comme en Europe avec des tambours, drapeaux, écharpes, fumigènes et des chants durant l'ensemble de la rencontre. En 2002, le groupe change de nom pour devenir la Timbers Army afin de s'écarter de la tradition liée au club écossais du Rangers Football Club et en raison du changement de couleurs dans les maillots qui ressemblent plus à leur rival du Celtic. En 2012, la Timbers Army compte plus de 4 000 membres.

### Mascotte
Durant les années en NASL et en USL, la mascotte de l'équipe était un bûcheron grisonnant du nom de Timber Jim. Le 24 janvier 2008, Jim annonce qu'il se retire. Son adieu a lieu lors d'une rencontre contre les Islanders de Porto Rico le 17 avril 2008 où les Timbers l'emporte 1-0.
Mascotte non officielle depuis cette date, Timber Joey devient la mascotte officielle de l'équipe à l'occasion d'une rencontre amicale contre la Juventus Primavera (équipe de jeunes de la Juventus) le 14 juin 2008, partie remportée 1-0 par les Timbers. Joey continue alors la tradition inaugurée par Jim de tronçonner un large tronc d'arbre à chaque fois que les Timbers inscrivent un but. La bûche tronçonnée est généralement offerte au buteur après la rencontre. Le gardien se voit également recevoir une bûche à l'issue de la partie s'il n'encaisse aucun but. Timber Joey a également son propre maillot des Portland Timbers.

### Rivalités

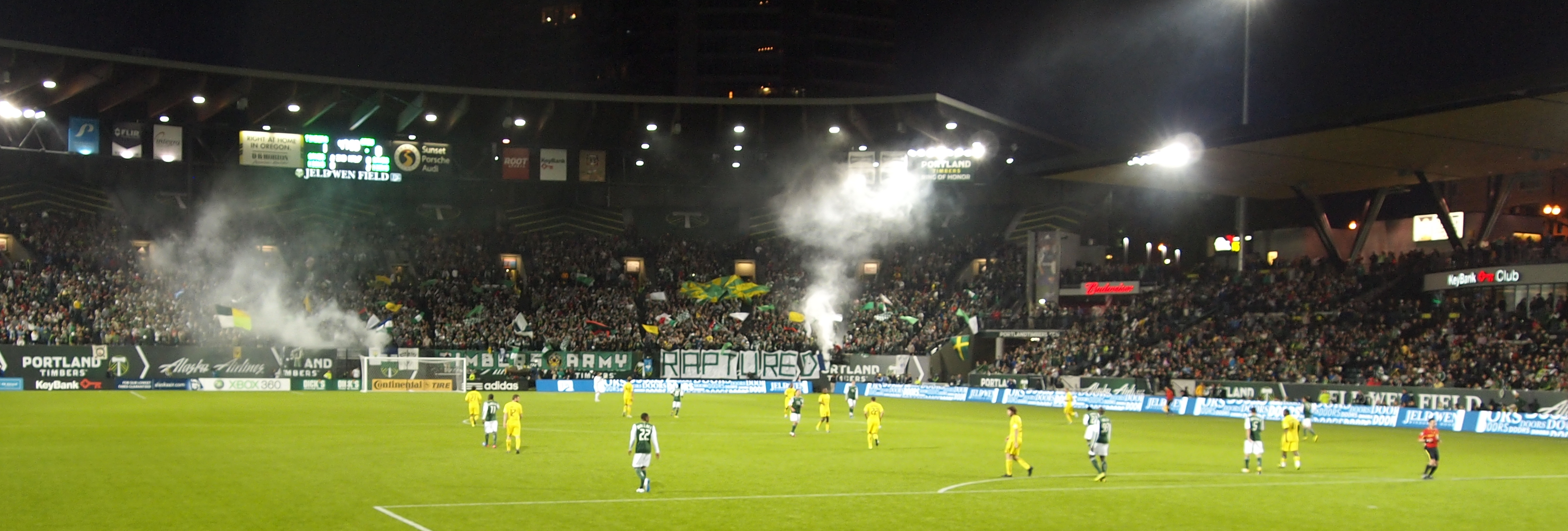
La Timbers Army célébrant un but de Portland avec un fumigène

- Les Portland Timbers entretiennent une longue rivalité avec les Seattle Sounders[40]. Cette dernière est l'une des plus anciennes du pays puisqu'elle débuta en 1975[41].
- Les Vancouver Whitecaps, l'autre franchise de la Cascadia en Major League Soccer, était déjà une rivale en USSF Division 2 Professional League. La rivalité s'accentue naturellement avec l'intégration des Whitecaps à la MLS en 2011, la même année que les Timbers[40].

## Stade

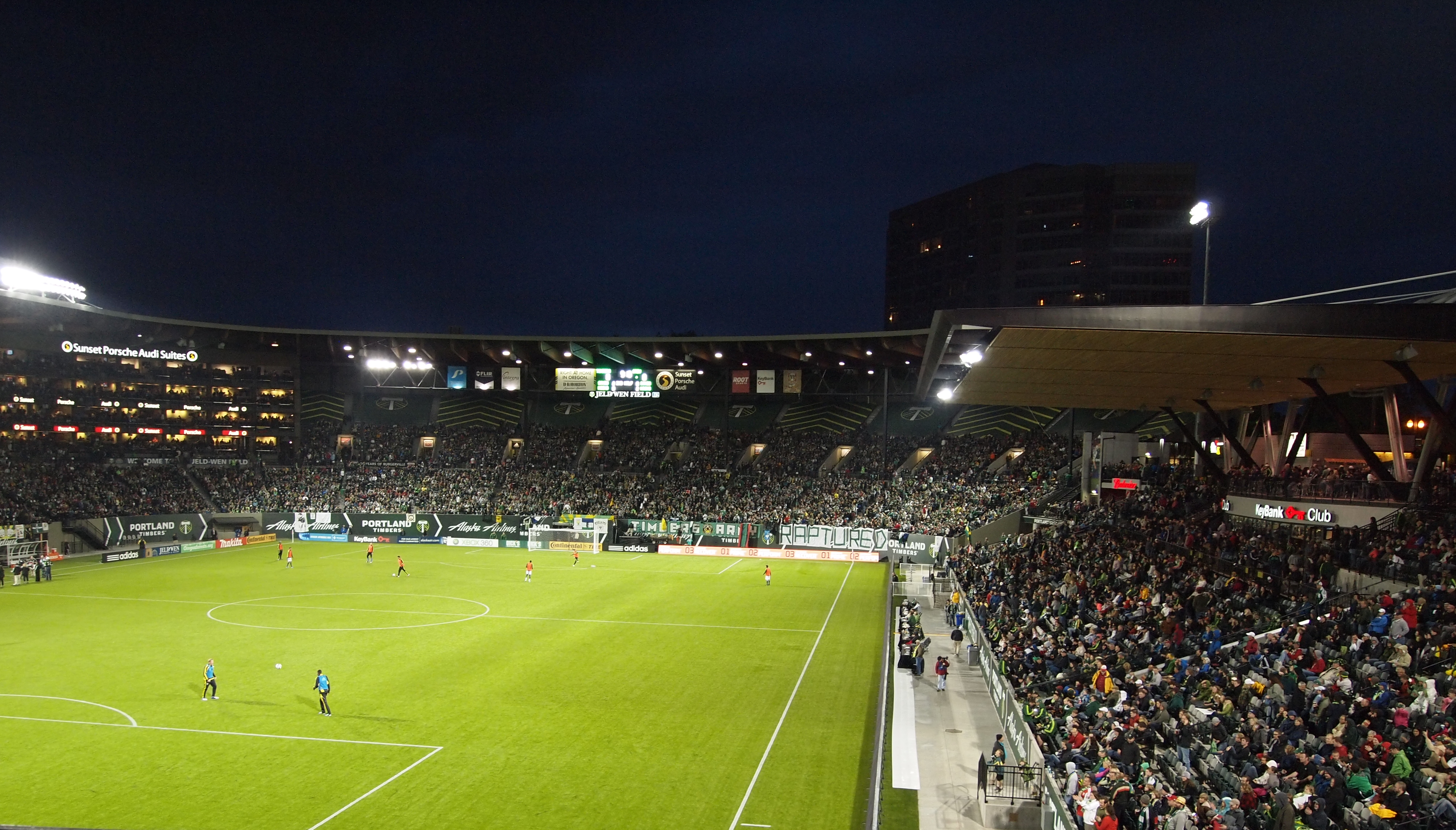
Providence Park

- Providence Park; Portland (2001–aujourd'hui)
- Merlo Field; Portland (2011) 1 match de qualification en US Open Cup
- McCulloch Stadium; Salem (2017–aujourd'hui)  pour l'équipe des moins de 23 ans

Les Timbers jouent au Providence Park, qu'ils partagent avec l'équipe de football des Vikings de Portland State. La rénovation du stade en 2010-2011 rend impropre à son utilisation par une équipe de baseball, et l'ancien locataire, les Beavers de Portland, déménagé à Tucson, dans l'Arizona, après avoir échoué à trouver un nouveau lieu.
Initialement, le financement de la ville pour la rénovation du stade (alors connu sous le nom PGE Park) était liée à la construction simultanée d'un ordre de grandeur de baseball ; Timbers propriétaire Merritt Paulson était le propriétaire des Timbers à l'époque. En raison de retards causés par la critique publique des sites potentiels approximatifs et une échéance imminente de commencer la rénovation du stade, le financement de ces deux projets a été séparé. La capacité de la rénovation Jeld-Wen Field a été estimé entre 22 000 et 23 000. La capacité opérationnelle a été limitée à 18 627 pour la saison 2011 et étendu à 20 323 pour la saison 2012.

## Timbers 2 de Portland
Maillots
Actualités
Basés à Portland dans l’État d'Oregon, les Portland Timbers 2 évoluent en USL Championship, le deuxième niveau dans la hiérarchie nord-américaine. L'équipe souvent surnommée T2 est annoncée le 14 octobre 2014 comme l'équipe réserve des Timbers de Portland,.

### Histoire
Les Timbers 2 sont annoncés comme une formation de USL Pro lors d'une conférence de presse le 14 octobre 2014. Ils jouent leurs rencontres à domicile au Merlo Field, un stade entièrement destiné au soccer de l'Université de Portland. Jay Vidovich, entraîneur-chef de longue date des Demon Deacons de Wake Forest de Université de Wake Forest et deux fois entraîneur de l'année dans la NSCAA, est nommé comme premier entraîneur de la nouvelle franchise le 18 décembre 2014. Les Timbers 2 tiennent des essais publics et ouverts à tous en février 2015.
Lors de la saison inaugurale des T2, l'équipe termine à la huitième place dans la conférence Ouest avec onze victoires, quinze défaites et deux verdicts nuls. Kharlton Belmar est nommé recrue de l'année en USL et est sélectionné dans la All-League Second Team. Jay Vidovich décide, en fin de saison, de quitter son poste afin de rejoindre les Panthers de Pittsburgh. Début janvier 2016, c'est Andrew Gregor qui prend la suite de Vidovich comme entraîneur-chef des Timbers 2.
À compter de l'édition 2016 de la Lamar Hunt US Open Cup, les équipes réserves de franchises de MLS ne sont plus éligibles à participer à la compétition.

### Stade
Pour leurs deux premières saisons, les Timbers 2 ont pour domicile le Merlo Field, une enceinte d'une capacité de 4 892 spectateurs située sur le campus de l'Université de Portland et utilisée par l'équipe des Pilots de Portland. Par la suite, les T2 déménagent au Providence Park, la résidence de l'équipe première en MLS entre 2017 et 2019. Pour la saison 2020, l'équipe se retrouve au Hillsboro Stadium.

### Bilan par saison
| Saison | Niv. | Ligue            | Saison régulière | Saison régulière | Saison régulière | Saison régulière | Saison régulière | Saison régulière | Saison régulière | Position | Position | Séries USL   | US Open Cup    | Affl. moy. saison régulière | Affl. moy. séries éliminat. |
| Saison | Niv. | Ligue            | M                | V                | N                | D                | BP               | BC               | Pts              | Conf.    | Ligue    | Séries USL   | US Open Cup    | Affl. moy. saison régulière | Affl. moy. séries éliminat. |
| ------ | ---- | ---------------- | ---------------- | ---------------- | ---------------- | ---------------- | ---------------- | ---------------- | ---------------- | -------- | -------- | ------------ | -------------- | --------------------------- | --------------------------- |
| 2015   | 3    | USL              | 28               | 11               | 2                | 15               | 38               | 45               | 35               | 8e/12    | 16e/24   | Non qualifié | Troisième tour | 3 122                       | N/Q                         |
| 2016   | 3    | USL              | 30               | 12               | 4                | 14               | 38               | 42               | 40               | 9e/15    | 16e/29   | Non qualifié | Non éligible   | 2 323                       | N/Q                         |
| 2017   | 2    | USL              | 32               | 3                | 6                | 23               | 27               | 63               | 15               | 30e/15   | 30e/30   | Non qualifié | Non éligible   | 2 524                       | N/Q                         |
| 2018   | 2    | USL              | 34               | 17               | 4                | 13               | 58               | 49               | 55               | 6e/17    | 10e/33   | Premier tour | Non éligible   | 2 015                       | N/A                         |
| 2019   | 2    | USL Championship | 34               | 10               | 8                | 16               | 65               | 71               | 38               | 14e/18   | 26e/36   | Non qualifié | Non éligible   | 1 899                       | N/Q                         |

### Meilleurs buteurs par saison
| Saison | Meilleurs buteurs | Meilleurs buteurs |
| Saison | Joueurs           | Buts              |
| ------ | ----------------- | ----------------- |
| 2015   | Kharlton Belmar   | 13                |
| 2016   | Villyan Bijev     | 8                 |
| 2017   | Villyan Bijev     | 7                 |
| 2018   | Foster Langsdorf  | 14                |
| 2019   | Dairon Asprilla   | 9                 |

### Entraîneurs
Le tableau suivant présente la liste des entraîneurs du club depuis 2015.
| Rang | Entraîneur      | Nationalité      | Début            | Fin             | Matchs | Victoires | Nuls | Défaites | % victoires | Palmarès |
| ---- | --------------- | ---------------- | ---------------- | --------------- | ------ | --------- | ---- | -------- | ----------- | -------- |
| 1    | Jay Vidovich    | États-Unis       | 18 décembre 2014 | 4 décembre 2015 | 30     | 12        | 2    | 16       | 40%         |          |
| 2    | Andrew Gregor   | États-Unis       | 6 janvier 2016   | 8 janvier 2018  | 62     | 15        | 10   | 37       | 24.19%      |          |
| 3    | Cameron Knowles | Nouvelle-Zélande | 8 janvier 2018   | En poste        | 70     | 27        | 12   | 31       | 38.57%      |          |